# Iyocingo
Iyocingo är en ort i Mexiko.   Den ligger i kommunen Olinalá och delstaten Guerrero, i den sydöstra delen av landet, 170 km söder om huvudstaden Mexico City. Iyocingo ligger 1 208 meter över havet och antalet invånare är 242.
Terrängen runt Iyocingo är lite bergig. Runt Iyocingo är det ganska glesbefolkat, med 28 invånare per kvadratkilometer. Närmaste större samhälle är Olinalá, 18,3 km söder om Iyocingo. I omgivningarna runt Iyocingo växer huvudsakligen savannskog.